# Cantonul Pau-Sud
Cantonul Pau-Sud este un canton din arondismentul Pau, departamentul Pyrénées-Atlantiques, regiunea Aquitania, Franța.

## Comune
- Aressy
- Assat
- Bizanos
- Meillon
- Pau (parțial, reședință)